# Trillium angustipetalum
Espèce
Classification APG III (2009)
Trillium underwoodii est une espèce de plante de la famille des Melanthiaceae.